# 施托尔普湖
53°10′30″N 13°12′31″E / 53.174971°N 13.208485°E
施托爾普湖（德語：Stolpsee）是德國巴登-符腾堡州布赖斯高-上黑林山县的湖泊，長3.6公里、寬1.42公里，面積3.71平方公里，海拔高度52米，最大水深13米，蓄水量2,465萬立方米。